# Hunga gerontogea
Hunga gerontogea är en tvåhjärtbladig växtart som först beskrevs av Rudolf Schlechter, och fick sitt nu gällande namn av Ghillean `Iain' Tolmie Prance. Hunga gerontogea ingår i släktet Hunga och familjen Chrysobalanaceae. IUCN kategoriserar arten globalt som sårbar. Inga underarter finns listade i Catalogue of Life.